# مسبب‌نهنگ
مسبب‌نهنگ (نام علمی: Aetiocetus) نام یک سرده از راسته آب‌بازسانان است.